# مارك ميتكالف
مارك ميتكالف (بالإنجليزية: Mark Metcalf)‏ (25 سبتمبر 1965 - ) هو لاعب كرة قدم بريطاني في مركز الوسط. لعب مع نورويتش سيتي.